# Külliye
Een külliye is een Ottomaans gebouwencomplex met een religieuze achtergrond rondom een grote moskee (camii).
Külliyes kunnen behalve de moskee de volgende gebouwen bevatten:
- een binnenplaats (avlu) met fonteinen voor de rituele reiniging voor het gebed
- een medresse (islamitische school)
- een dar ul-hadris (school voor jongetjes)
- een bibliotheek (kütüphane)
- een ziekenhuis (darüşşifa)
- een badhuis (hamam)
- een karavanserai (overnachtingsplaats voor reizigers)
- een gaarkeuken voor de armen
- een kerkhof, soms met daarbij één of meerdere türbes (mausolea)

De meeste grote Ottomaanse moskeeën werden niet losstaand, maar in een külliye gebouwd. Vaak zijn gedeelten van het complex niet bewaard gebleven of nu in gebruik voor andere bestemmingen.

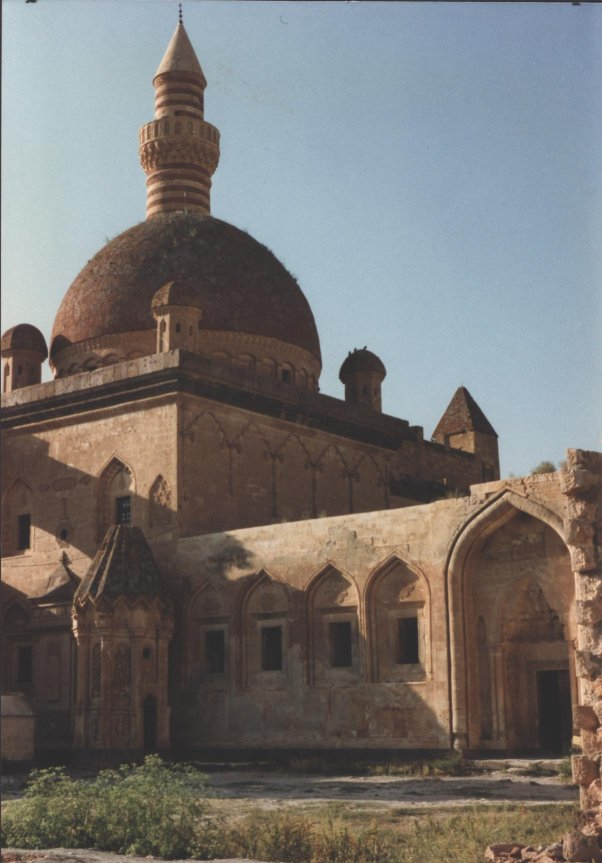